# Dresden (hrabstwo Yates)
Dresden – wieś w Stanach Zjednoczonych, w stanie Nowy Jork, w hrabstwie Yates.

## Historia

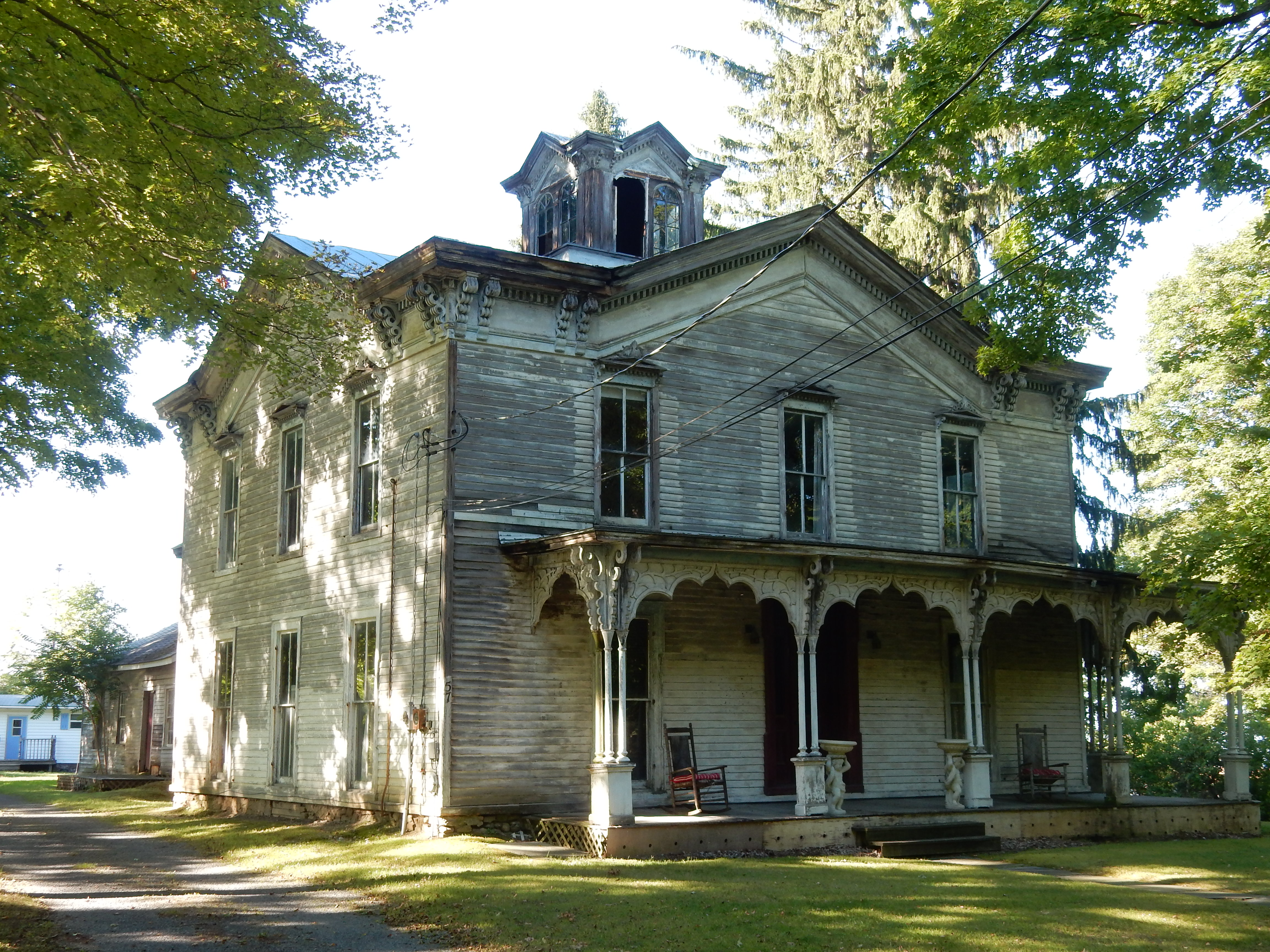
Historyczny budynek Christopher Willis House w Dresden.

Region ten był nazywany przez ludność rdzenną „Kashong” (lub „Kashanquash”) i był częścią Zakupu Phelpsa i Gorhama.
Pod koniec XVIII wieku, wyznawcy zgromadzeni wokół kaznodziei Public Universal Friend, zaczęli osiedlać się w okolicy. Nazwali ten obszar „Jerusalem” i założyli wspólnotę w pobliżu obecnego Dresden.
Dresden zostało założone w 1811 roku jako planowane osiedle. Wieś została zarejestrowana w 1867 roku.
Dresden było wschodnim punktem końcowym dawnego Kanału Krzywego Jeziora (Crooked Lake Canal), który funkcjonował w latach 1833-1877. 
Miejsce urodzenia Roberta Ingersolla i Dom Christophera Willisa są wymienione na liście National Register of Historic Places.